# Ács Tivadar
Ács Tivadar (Kispest, 1901. november 1. – Budapest, 1974. február 6.) magyar történész, újságíró. Kossuth Lajos tábori papjának, Ács Gedeonnak oldalági leszármazottja.

## Életútja
Középiskolai tanulmányait Kispesten végezte, majd újságíróként különféle lapok (Kispesti Híradó, Az Est, Magyar Hírlap) munkatársa lett. 1930-ban kivándorolt Argentínába. Tevékenyen részt vett az argentínai magyarság kulturális életében, szerkesztője volt a Buenos Airesben megjelenő Magyar Szó című lapnak, dél-amerikai indián népmeséket gyűjtött, és itt kezdte el az amerikai magyarság történetére vonatkozó kutatásait. 1936-ban hazatért, és a második világháború végéig kutatási eredményeit közzétevő írásaiból élt, illetve ismét különféle lapok munkatársa volt. 1945-ben a külügyminisztérium osztálytanácsosa és a szegedi tudományegyetem magántanára lett, egyúttal a Magyarok Világszövetsége ügyvezető alelnökévé választották. 1948-ban elbocsátották állásaiból. Ettől kezdve csak kutatásaival, az emigráns magyarság kultúr- és művelődéstörténetével, különösen a Kossuth-emigráció történetével foglalkozott.

## Főbb művei
- Régi kispestiek (Kispest, 1937)
- Dél-amerikai magyar utazók a XVII. És a XVIII. Században (Budapest, 1938)
- Akik elvándoroltak (Budapest, 1940)
- Kossuth papja: Ács Gedeon (Vác, 1940)
- New Buda (Budapest, 1941)
- Magyar úttörők az Újvilágban. László Károly 1850–67. évi naplójegyzetei a Kossuth-emigráció amerikai életéből (Budapest, 1942)
- Népek tavasza. Ismeretlen Kossuth-levelek, naplójegyzetek a magyar szabadságharc és emigráció korából (szerkesztette: Ács Tivadar, Budapest, 1943)
- A száműzöttek. Fiala János 1848–49-iki honvédalezredes és Árvay László emlékiratai az emigrációból (Budapest, 1943)
- Kossuth Lajos demokráciája (szerkesztette: Ács Tivadar, a jegyzeteket és a bevezetőt írta: Szakasits Árpád, Budapest, 1943)
- Magyarok Latin-Amerikában (Budapest, 1944)
- Magyarok idegenben (Budapest, 1946)
- A genovai lázadás. A Magyar Nemzeti Igazgatóság regénye. 1859–1961 (Budapest, 1958)
- Magyarok és a risorgimento. A magyar légionisták életrajzgyűjteménye (Budapest, 1961)
- Maximilianus Transylvanus, a Magellanes-expedició krónikása (Budapest, 1961)
- Egy tengerbe veszett magyar humanista költő a 16. században (Budapest, 1962)
- Magyarok az észak-amerikai polgárháborúban. 1861–1865 (Budapest, 1964)